# Alojzov

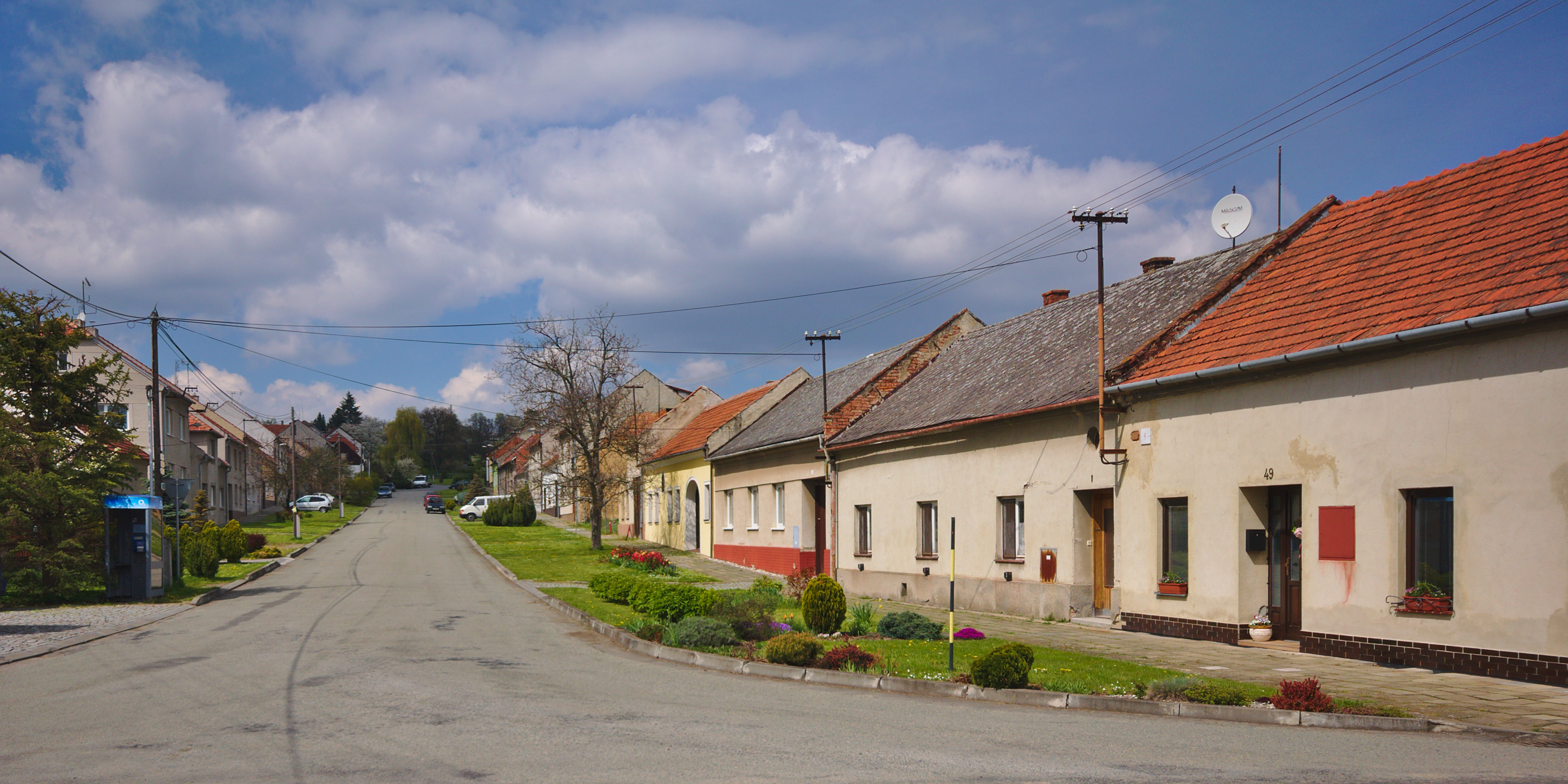
Ansicht des Dorfs (2016)

Alojzov (deutsch Aloisdorf) ist eine Gemeinde in Tschechien. Sie liegt acht Kilometer südwestlich von Prostějov in den Ausläufern des Drahaner Berglandes und gehört zum Okres Prostějov.

## Geographie
Die Gemeinde befindet sich am Ostrand des Drahaner Berglandes unweit des Truppenübungsplatzes Březina auf einer Hochfläche im Quellgebiet der Hranečnice. Westlich erhebt sich der Hügelzug des Spálený kopec (432 m) und Křenovský kopec (410 m).
Nachbarorte sind Seloutky im Nordosten, Určice und Dětkovice im Osten, Vincencov im Südosten, Myslejovice im Süden, Křenůvky im Südwesten, Prostějovičky im Westen sowie Krumsín im Nordwesten.

## Geschichte
Alojzov wurde im Jahre 1783 gegründet. Funde einer frühzeitlichen Besiedlung wurden am Goldštýn (Goldstein) zwischen Alojzov und Určice gemacht, die sich von der Jungsteinzeit über die Bronzezeit bis zur germanischen und slawischen Siedlungsphase erstrecken.
Südöstlich liegen die Wüstungen Mitrova und Mitrůvek, diese Siedlungen wurden im 15. Jahrhundert durch die Truppen Matthias Corvinus zerstört. Im Südwesten befindet sich mit Lhoty eine weitere Wüstung. Die Gegend gehörte seit 1595 zu den Proßnitzer Besitztümern der Liechtensteiner, die die neue Siedlung im 18. Jahrhundert anlegen ließen, um die brach liegenden Ländereien der Dörfer Mitrova, Mitrůvek und Lhoty wieder bewirtschaften zu lassen.
Am 20. März 1783 Alois Fürst von Liechtenstein erfolgte mit Zustimmung des Rates zu Plumenau die Anlegung der Siedlung, die den Namen des Fürsten erhielt. Nach der Aufhebung der Patrimonialherrschaften im Jahre 1848 wurde Alojzov zunächst Teil der Gemeinde Seloutek im Bezirk Plumenau. Am 13. September 1888 vernichtete ein Großbrand 28 Gebäude. Als 1922 der Okres Prostějov gebildet wurde, kam Alojzov zu diesem Bezirk und wurde zu einer selbstständigen Gemeinde. Im Zuge der Gebietsreformen von 1960 wurde Alojzov nach Určice eingemeindet. Seit dem 1. März 1990 ist der Ort wieder eigenständig.

## Ortsteile
- Alojzov

## Bevölkerungsentwicklung
| Jahr      | 1869 | 1880 | 1890 | 1900 | 1910 | 1921 | 1930 | 1950 | 1961 | 1970 | 1980 | 1991 | 2001 | 2011 | 2021 |
| --------- | ---- | ---- | ---- | ---- | ---- | ---- | ---- | ---- | ---- | ---- | ---- | ---- | ---- | ---- | ---- |
| Einwohner | 228  | 290  | 281  | 302  | 295  | 300  | 282  | 215  | 237  | 256  | 243  | 197  | 207  | 230  | 261  |

## Sehenswürdigkeiten
- Kapelle der Jungfrau Maria, am Dorfplatz, errichtet 1785